# ROH Women's World Championship
Le ROH Women's World Championship que l'on peut traduire par championnat du monde féminin de la ROH est un championnat de catch féminin utilisé par la Ring of Honor (ROH). Il succède au championnat du monde Women of Honor laissé vacant début en 2020 puis abandonné. La première championne est Rok-C qui remporte un tournoi pour désigner la première championne le 12 septembre 2021. Depuis sa création, ce championnat a été détenu par trois catcheuses. Athena est l'actuelle championne.

## Histoire
Le 21 novembre 2019, la Ring of Honor (ROH) met fin au contrat de Kelly Klein qui est alors la championne du monde Women of Honor après avoir critiqué la direction de la ROH pour des manquements sur la sécurité. Le 12 février 2020, la ROH annonce que le championnat du monde Women of Honor est désormais désactivé et qu'un tournoi va être organisé le 24 avril pour désigner la première championne du monde de la ROH. La ROH est contraint d'annuler l'organisation de ce tournoi à cause de la pandémie de Covid-19.
Au printemps 2021, la ROH relance sa division féminine en diffusant sur leur chaîne YouTube l'émission Women’s Division Wednesdays. Le 11 juillet au cours de Best in the World (en), Maria Kanellis annonce l'organisation d'un tournoi pour désigner la première championne du monde de la ROH. Les participantes sont :
- Alex Garcia[5]
- Allysin Kay[5]
- Angelina Love[5]
- Holidead[5]
- Mandy Leon[5]
- Marti Belle[5]
- Max The Impaler[5]
- Mazzerati[5]
- Miranda Alize[5]
- Nicole Savoy[5]
- Quinn McKay[5]
- Rok-C[5]
- Sumie Sakai[5]
- Trish Adora[5]
- Willow[5]

Angelina Love est dispensée de premier tour.
|  | Huitièmes de finale      | Huitièmes de finale      | Huitièmes de finale       | Huitièmes de finale      |                          |                 | Quarts de finale      | Quarts de finale      | Quarts de finale      | Quarts de finale      |  |  | Demi-finales              | Demi-finales              | Demi-finales              | Demi-finales              |  |  | Finale                        | Finale                        | Finale                        | Finale                        |
|  |                          |                          |                           |                          |                          |                 |                       |                       |                       |                       |  |  |                           |                           |                           |                           |  |  |                               |                               |                               |                               |
|  | Baltimore, le 30 juillet | Baltimore, le 30 juillet | Baltimore, le 30 juillet  | Baltimore, le 30 juillet |                          |                 | Baltimore, le 20 août | Baltimore, le 20 août | Baltimore, le 20 août | Baltimore, le 20 août |  |  | Baltimore, le 3 septembre | Baltimore, le 3 septembre | Baltimore, le 3 septembre | Baltimore, le 3 septembre |  |  | Philadelphie, le 12 septembre | Philadelphie, le 12 septembre | Philadelphie, le 12 septembre | Philadelphie, le 12 septembre |
|  | Rok-C                    | Rok-C                    | Tombé                     | Tombé                    |                          |                 | Baltimore, le 20 août | Baltimore, le 20 août | Baltimore, le 20 août | Baltimore, le 20 août |  |  | Baltimore, le 3 septembre | Baltimore, le 3 septembre | Baltimore, le 3 septembre | Baltimore, le 3 septembre |  |  | Philadelphie, le 12 septembre | Philadelphie, le 12 septembre | Philadelphie, le 12 septembre | Philadelphie, le 12 septembre |
|  | Rok-C                    | Rok-C                    | Tombé                     | Tombé                    |                          |                 | Baltimore, le 20 août | Baltimore, le 20 août | Baltimore, le 20 août | Baltimore, le 20 août |  |  | Baltimore, le 3 septembre | Baltimore, le 3 septembre | Baltimore, le 3 septembre | Baltimore, le 3 septembre |  |  | Philadelphie, le 12 septembre | Philadelphie, le 12 septembre | Philadelphie, le 12 septembre | Philadelphie, le 12 septembre |
|  | Sumie Sakai              | Sumie Sakai              | 9:36                      | 9:36                     |                          |                 | Baltimore, le 20 août | Baltimore, le 20 août | Baltimore, le 20 août | Baltimore, le 20 août |  |  | Baltimore, le 3 septembre | Baltimore, le 3 septembre | Baltimore, le 3 septembre | Baltimore, le 3 septembre |  |  | Philadelphie, le 12 septembre | Philadelphie, le 12 septembre | Philadelphie, le 12 septembre | Philadelphie, le 12 septembre |
|  | Sumie Sakai              | Sumie Sakai              | 9:36                      | 9:36                     | Rok-C                    | Rok-C           | Tombé                 | Tombé                 |                       |                       |  |  | Baltimore, le 3 septembre | Baltimore, le 3 septembre | Baltimore, le 3 septembre | Baltimore, le 3 septembre |  |  | Philadelphie, le 12 septembre | Philadelphie, le 12 septembre | Philadelphie, le 12 septembre | Philadelphie, le 12 septembre |
|  | Baltimore, le 6 août     |                          |                           |                          | Rok-C                    | Rok-C           | Tombé                 | Tombé                 |                       |                       |  |  | Baltimore, le 3 septembre | Baltimore, le 3 septembre | Baltimore, le 3 septembre | Baltimore, le 3 septembre |  |  | Philadelphie, le 12 septembre | Philadelphie, le 12 septembre | Philadelphie, le 12 septembre | Philadelphie, le 12 septembre |
|  |                          |                          | Quinn McKay               | Quinn McKay              | 10:14                    | 10:14           |                       |                       |                       |                       |  |  | Baltimore, le 3 septembre | Baltimore, le 3 septembre | Baltimore, le 3 septembre | Baltimore, le 3 septembre |  |  | Philadelphie, le 12 septembre | Philadelphie, le 12 septembre | Philadelphie, le 12 septembre | Philadelphie, le 12 septembre |
|  | Mandy Leon               | Mandy Leon               | Quinn McKay               | Quinn McKay              | 10:14                    | 10:14           | 7:12                  | 7:12                  |                       |                       |  |  | Baltimore, le 3 septembre | Baltimore, le 3 septembre | Baltimore, le 3 septembre | Baltimore, le 3 septembre |  |  | Philadelphie, le 12 septembre | Philadelphie, le 12 septembre | Philadelphie, le 12 septembre | Philadelphie, le 12 septembre |
|  | Mandy Leon               | Mandy Leon               | Baltimore, le 27 août     |                          |                          |                 | 7:12                  | 7:12                  |                       |                       |  |  | Baltimore, le 3 septembre | Baltimore, le 3 septembre | Baltimore, le 3 septembre | Baltimore, le 3 septembre |  |  | Philadelphie, le 12 septembre | Philadelphie, le 12 septembre | Philadelphie, le 12 septembre | Philadelphie, le 12 septembre |
|  | Quinn McKay              | Quinn McKay              | Tombé                     | Tombé                    |                          |                 |                       |                       |                       |                       |  |  | Baltimore, le 3 septembre | Baltimore, le 3 septembre | Baltimore, le 3 septembre | Baltimore, le 3 septembre |  |  | Philadelphie, le 12 septembre | Philadelphie, le 12 septembre | Philadelphie, le 12 septembre | Philadelphie, le 12 septembre |
|  | Quinn McKay              | Quinn McKay              | Tombé                     | Tombé                    | Rok-C                    | Rok-C           | Soum                  | Soum                  |                       |                       |  |  |                           |                           |                           |                           |  |  | Philadelphie, le 12 septembre | Philadelphie, le 12 septembre | Philadelphie, le 12 septembre | Philadelphie, le 12 septembre |
|  | Baltimore, le 13 août    |                          |                           |                          | Rok-C                    | Rok-C           | Soum                  | Soum                  |                       |                       |  |  |                           |                           |                           |                           |  |  | Philadelphie, le 12 septembre | Philadelphie, le 12 septembre | Philadelphie, le 12 septembre | Philadelphie, le 12 septembre |
|  |                          |                          | Angelina Love             | Angelina Love            | 6:44                     | 6:44            |                       |                       |                       |                       |  |  |                           |                           |                           |                           |  |  | Philadelphie, le 12 septembre | Philadelphie, le 12 septembre | Philadelphie, le 12 septembre | Philadelphie, le 12 septembre |
|  | Holidead                 | Holidead                 | Angelina Love             | Angelina Love            | 6:44                     | 6:44            | 9:18                  | 9:18                  |                       |                       |  |  |                           |                           |                           |                           |  |  | Philadelphie, le 12 septembre | Philadelphie, le 12 septembre | Philadelphie, le 12 septembre | Philadelphie, le 12 septembre |
|  | Holidead                 | Holidead                 | Baltimore, le 3 septembre |                          |                          |                 | 9:18                  | 9:18                  |                       |                       |  |  |                           |                           |                           |                           |  |  | Philadelphie, le 12 septembre | Philadelphie, le 12 septembre | Philadelphie, le 12 septembre | Philadelphie, le 12 septembre |
|  | Max The Impaler          | Max The Impaler          | Tombé                     | Tombé                    |                          |                 |                       |                       |                       |                       |  |  |                           |                           |                           |                           |  |  | Philadelphie, le 12 septembre | Philadelphie, le 12 septembre | Philadelphie, le 12 septembre | Philadelphie, le 12 septembre |
|  | Max The Impaler          | Max The Impaler          | Tombé                     | Tombé                    | Max The Impaler          | Max The Impaler | 5:53                  | 5:53                  |                       |                       |  |  |                           |                           |                           |                           |  |  | Philadelphie, le 12 septembre | Philadelphie, le 12 septembre | Philadelphie, le 12 septembre | Philadelphie, le 12 septembre |
|  |                          |                          |                           |                          | Max The Impaler          | Max The Impaler | 5:53                  | 5:53                  |                       |                       |  |  |                           |                           |                           |                           |  |  | Philadelphie, le 12 septembre | Philadelphie, le 12 septembre | Philadelphie, le 12 septembre | Philadelphie, le 12 septembre |
|  |                          |                          | Angelina Love             | Angelina Love            | DQ                       | DQ              |                       |                       |                       |                       |  |  |                           |                           |                           |                           |  |  | Philadelphie, le 12 septembre | Philadelphie, le 12 septembre | Philadelphie, le 12 septembre | Philadelphie, le 12 septembre |
|  | Angelina Love            |                          | Angelina Love             | Angelina Love            | DQ                       | DQ              |                       |                       |                       |                       |  |  |                           |                           |                           |                           |  |  | Philadelphie, le 12 septembre | Philadelphie, le 12 septembre | Philadelphie, le 12 septembre | Philadelphie, le 12 septembre |
|  |                          | Baltimore, le 20 août    |                           |                          |                          |                 |                       |                       |                       |                       |  |  |                           |                           |                           |                           |  |  | Philadelphie, le 12 septembre | Philadelphie, le 12 septembre | Philadelphie, le 12 septembre | Philadelphie, le 12 septembre |
|  |                          |                          |                           |                          |                          |                 |                       |                       |                       |                       |  |  |                           |                           |                           |                           |  |  | Philadelphie, le 12 septembre | Philadelphie, le 12 septembre | Philadelphie, le 12 septembre | Philadelphie, le 12 septembre |
|  | Rok-C                    | Rok-C                    | Tombé                     | Tombé                    |                          |                 |                       |                       |                       |                       |  |  |                           |                           |                           |                           |  |  |                               |                               |                               |                               |
|  | Rok-C                    | Rok-C                    | Tombé                     | Tombé                    | Baltimore, le 30 juillet |                 |                       |                       |                       |                       |  |  |                           |                           |                           |                           |  |  |                               |                               |                               |                               |
|  |                          |                          | Miranda Alize             | Miranda Alize            | 18:13                    | 18:13           |                       |                       |                       |                       |  |  |                           |                           |                           |                           |  |  |                               |                               |                               |                               |
|  | Alex Garcia              | Alex Garcia              | Miranda Alize             | Miranda Alize            | 18:13                    | 18:13           | 8:43                  | 8:43                  |                       |                       |  |  |                           |                           |                           |                           |  |  |                               |                               |                               |                               |
|  | Alex Garcia              | Alex Garcia              |                           |                          |                          |                 |                       | 8:43                  |                       |                       |  |  |                           |                           |                           |                           |  |  |                               |                               |                               |                               |
|  | Miranda Alize            | Miranda Alize            | Tombé                     | Tombé                    |                          |                 |                       |                       |                       |                       |  |  |                           |                           |                           |                           |  |  |                               |                               |                               |                               |
|  | Miranda Alize            | Miranda Alize            | Tombé                     | Tombé                    | Miranda Alize            | Miranda Alize   | Tombé                 | Tombé                 |                       |                       |  |  |                           |                           |                           |                           |  |  |                               |                               |                               |                               |
|  | Baltimore, le 30 juillet |                          |                           |                          | Miranda Alize            | Miranda Alize   | Tombé                 | Tombé                 |                       |                       |  |  |                           |                           |                           |                           |  |  |                               |                               |                               |                               |
|  |                          |                          | Nicole Savoy              | Nicole Savoy             | 13:04                    | 13:04           |                       |                       |                       |                       |  |  |                           |                           |                           |                           |  |  |                               |                               |                               |                               |
|  | Mazzerati                | Mazzerati                | Nicole Savoy              | Nicole Savoy             | 13:04                    | 13:04           | 8:45                  | 8:45                  |                       |                       |  |  |                           |                           |                           |                           |  |  |                               |                               |                               |                               |
|  | Mazzerati                | Mazzerati                | Baltimore, le 27 août     |                          |                          |                 | 8:45                  | 8:45                  |                       |                       |  |  |                           |                           |                           |                           |  |  |                               |                               |                               |                               |
|  | Nicole Savoy             | Nicole Savoy             | Tombé                     | Tombé                    |                          |                 |                       |                       |                       |                       |  |  |                           |                           |                           |                           |  |  |                               |                               |                               |                               |
|  | Nicole Savoy             | Nicole Savoy             | Tombé                     | Tombé                    | Miranda Alize            | Miranda Alize   | Soum                  | Soum                  |                       |                       |  |  |                           |                           |                           |                           |  |  |                               |                               |                               |                               |
|  | Baltimore, le 4 août     |                          |                           |                          | Miranda Alize            | Miranda Alize   | Soum                  | Soum                  |                       |                       |  |  |                           |                           |                           |                           |  |  |                               |                               |                               |                               |
|  |                          |                          | Trish Adora               | Trish Adora              | 12:16                    | 12:16           |                       |                       |                       |                       |  |  |                           |                           |                           |                           |  |  |                               |                               |                               |                               |
|  | Willow                   | Willow                   | Trish Adora               | Trish Adora              | 12:16                    | 12:16           | 11:30                 | 11:30                 |                       |                       |  |  |                           |                           |                           |                           |  |  |                               |                               |                               |                               |
|  | Willow                   | Willow                   |                           |                          |                          |                 |                       | 11:30                 |                       |                       |  |  |                           |                           |                           |                           |  |  |                               |                               |                               |                               |
|  | Allysin Kay              | Allysin Kay              | Soum                      | Soum                     |                          |                 |                       |                       |                       |                       |  |  |                           |                           |                           |                           |  |  |                               |                               |                               |                               |
|  | Allysin Kay              | Allysin Kay              | Soum                      | Soum                     | Allysin Kay              | Allysin Kay     | 13:30                 | 13:30                 |                       |                       |  |  |                           |                           |                           |                           |  |  |                               |                               |                               |                               |
|  | Baltimore, le 6 août     |                          |                           |                          | Allysin Kay              | Allysin Kay     | 13:30                 | 13:30                 |                       |                       |  |  |                           |                           |                           |                           |  |  |                               |                               |                               |                               |
|  |                          |                          | Trish Adora               | Trish Adora              | Tombé                    | Tombé           |                       |                       |                       |                       |  |  |                           |                           |                           |                           |  |  |                               |                               |                               |                               |
|  | Marti Belle              | Marti Belle              | Trish Adora               | Trish Adora              | Tombé                    | Tombé           | 7:13                  | 7:13                  |                       |                       |  |  |                           |                           |                           |                           |  |  |                               |                               |                               |                               |
|  | Marti Belle              | Marti Belle              |                           |                          |                          |                 |                       | 7:13                  |                       |                       |  |  |                           |                           |                           |                           |  |  |                               |                               |                               |                               |
|  | Trish Adora              | Trish Adora              | Soum                      | Soum                     |                          |                 |                       |                       |                       |                       |  |  |                           |                           |                           |                           |  |  |                               |                               |                               |                               |
|  | Trish Adora              | Trish Adora              | Soum                      | Soum                     |                          |                 |                       |                       |                       |                       |  |  |                           |                           |                           |                           |  |  |                               |                               |                               |                               |
|  |                          |                          |                           |                          |                          |                 |                       |                       |                       |                       |  |  |                           |                           |                           |                           |  |  |                               |                               |                               |                               |

Le 1er avril 2022, Deonna Purrazzo ne peut pas défendre son titre à Supercard of Honor XV (en). La ROH décide alors d'organiser un match pour désigner la championne intérimaire opposant Mercedes Martinez à Willow. Martinez l'emporte puis devient championne après sa victoire sur Purrazzo le 4 mai durant un épisode de AEW Dynamite,.

## Historique des règnes
| # | Championne        | Règne | Date              | Durée      | Évènement                        | Lieu                        | Notes | Réf    |
| - | ----------------- | ----- | ----------------- | ---------- | -------------------------------- | --------------------------- | --- | ------ |
| 1 | Rok-C             | 1     | 12 septembre 2021 | 119 jours  | Death Before Dishonor XVIII (en) | Philadelphie (Pennsylvanie) | Elle bat Miranda Alize en finale d'un tournoi. | [ 16 ] |
| 2 | Deonna Purrazzo   | 1     | 9 janvier 2022    | 115 jours  | Impact!                          | Dallas (Texas)              | Le championnat Reina de Reinas de la AAA de Purrazzo est en jeu durant ce combat.                                                                           | [ 17 ] |
| 3 | Mercedes Martinez | 1     | 4 mai 2022        | 220 jours  | AEW Dynamite                     | Baltimore (Maryland)        | Elle est dans un premier temps championne intérimaire à partir du 1er avril après avoir vaincu Willow. Le 4 mai, elle bat Purrazzo pour devenir championne. | ,      |
| 4 | Athena            | 1     | 10 décembre 2022  | 825 jours+ | Final Battle (2022)              | Arlington, Texas            | |        |

## Règnes combinés
| Rang | Championne        | Règnes | Jours |
| ---- | ----------------- | ------ | ----- |
| 1    | Athena            | 1      | 825+  |
| 2    | Mercedes Martinez | 1      | 220   |
| 3    | Rok-C             | 1      | 119   |
| 4    | Deonna Purrazzo   | 1      | 115   |